# Salon de Bruxelles de 1848
Le Salon de Bruxelles de 1848 est la quatorzième édition du Salon de Bruxelles, exposition périodique d'œuvres d'artistes vivants. Il a lieu en 1848, du 15 août au 2 octobre dans les anciens appartements du palais de Charles de Lorraine à Bruxelles, à l'initiative de la Société royale de Bruxelles pour l'encouragement des beaux-arts.
Ce Salon est le sixième organisé depuis l'Indépendance de la Belgique en 1831. Les prix sont remis sous forme de médailles d'or et de vermeil, ainsi que de récompenses pécuniaires. Le nombre élevé d'œuvres exposées témoigne des difficultés matérielles subies par les artistes dans le contexte récent des révolutions de 1848 en Europe.
Cette édition du Salon reflète l'augmentation du nombre des femmes artistes au XIXe siècle.  L'exposition illustre le talent des peintres paysagistes, aussi bien que celui des peintres d'histoire et de genre, qui a toujours été croissant dans les diverses écoles d'Allemagne depuis plusieurs décennies.

## Organisation
Pour chaque exposition, les dates et l'organisation générale sont fixées par Arrêté royal, sur proposition du ministre responsable. La commission directrice de l'exposition est ensuite nommée par Arrêté ministériel, le règlement de l'exposition est également fixé par Arrêté ministériel. Chaque Salon est donc géré par une commission directrice distincte.

## Contexte
Ce Salon est le sixième organisé depuis l'Indépendance de la Belgique en 1831. L'exposition de 1848 débute le 15 août, le même jour que l'inauguration sur la Place royale de Bruxelles de la Statue de Godefroid de Bouillon par le roi Léopold Ier et la reine Louise. Ces derniers visitent ensuite le Salon.

## Catalogue

### Données générales
Alors que le Salon de 1845 comprenait près de 846 numéros, l'édition de 1848 en propose 1 186. Le critique Adolphe Siret s'interroge sur le grand nombre d'objets exposés par des artistes qui ont matériellement souffert des événements des Révolutions de 1848 freinant les commandes. Il incite les mécènes à soutenir l'art et ceux qui en vivent. 

### Peinture

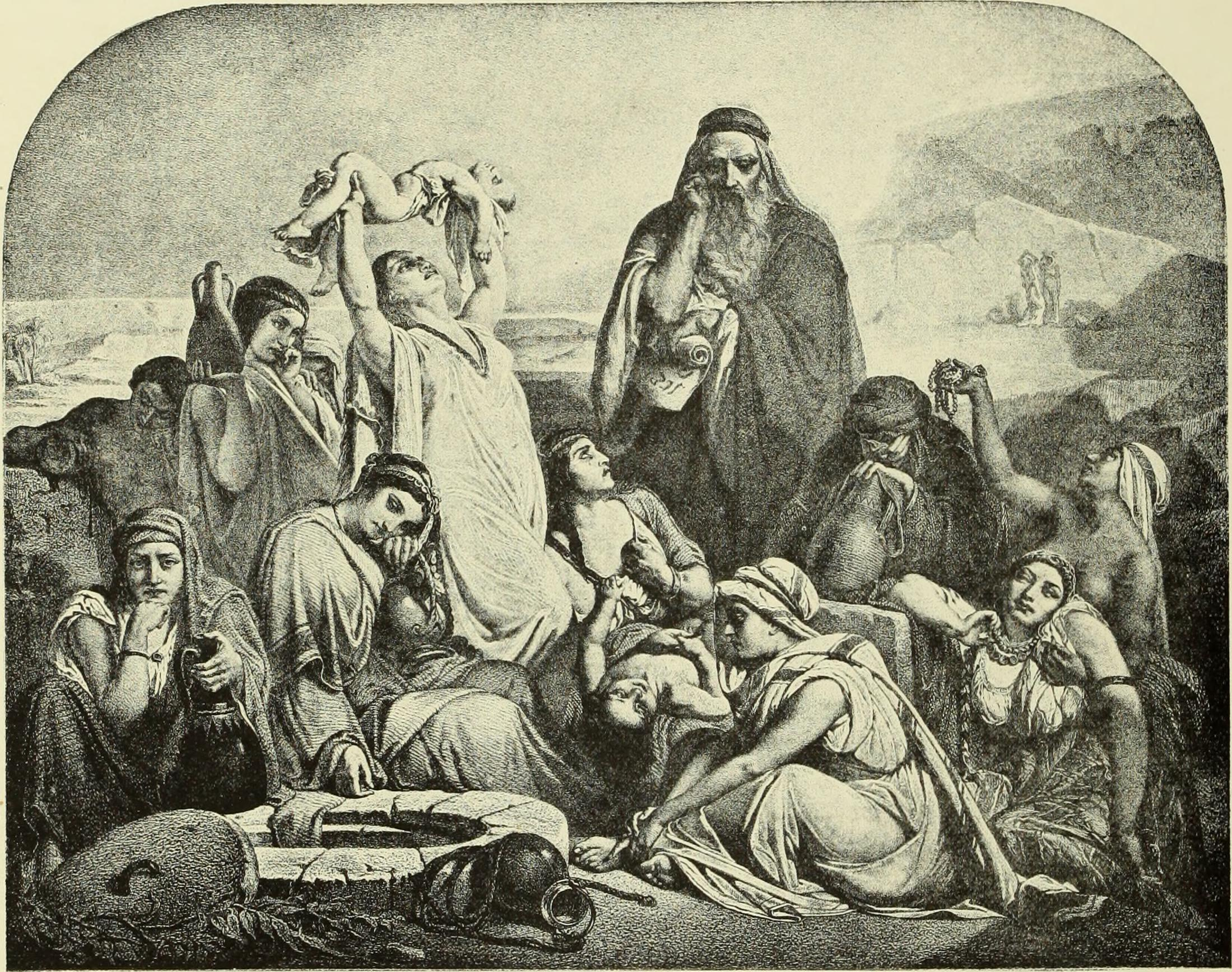
Sécheresse en Judée, lithographie par Charles Billoin de l'œuvre de Jean-François Portaels.

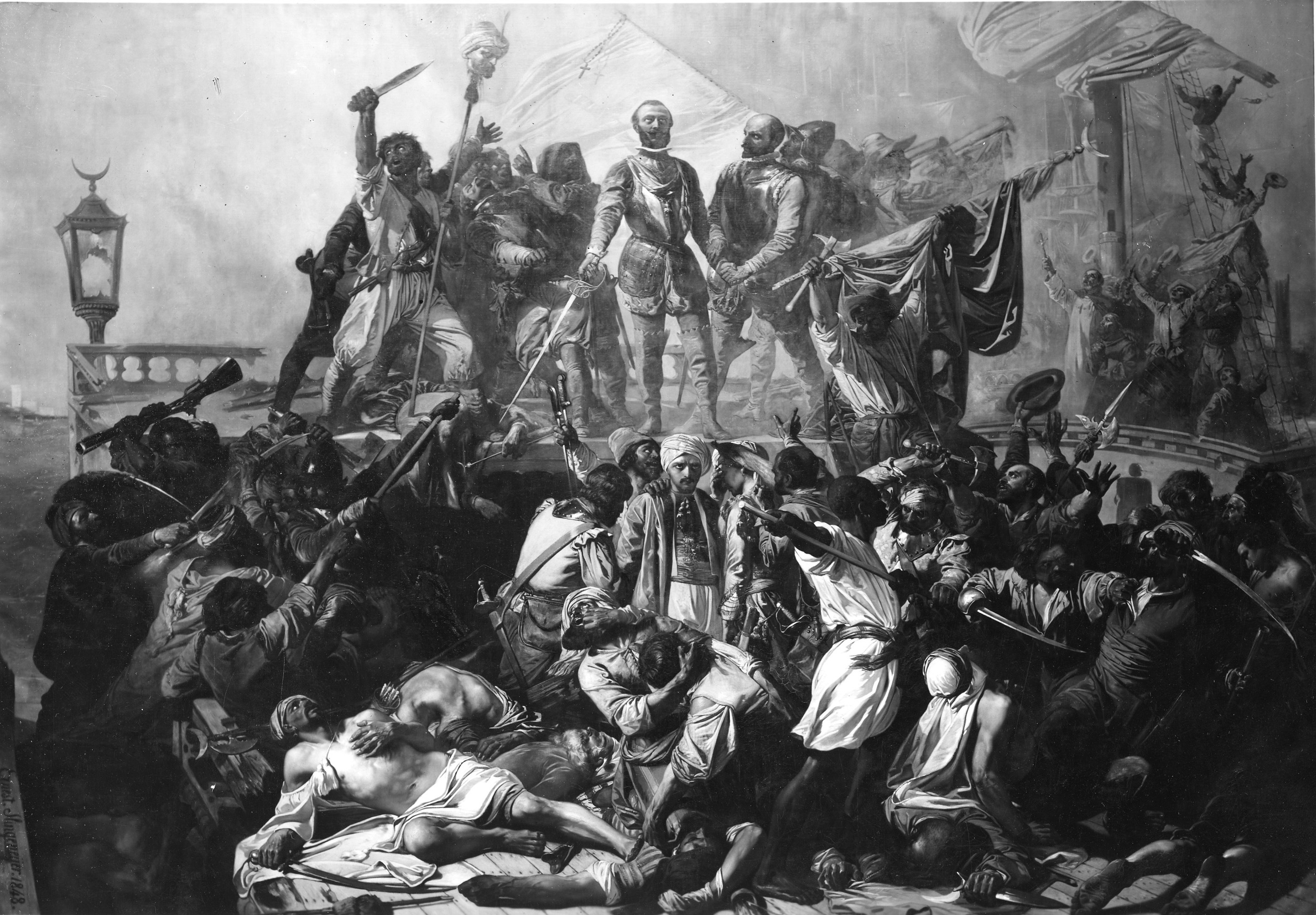
La Bataille de Lépante, Ernest Slingeneyer.

Selon Adolphe Siret, le tableau capital du Salon est Derniers moments du comte d'Egmont de Louis Gallait, empreint de poésie sublime. L'autre artiste majeur est Antoine Wiertz, dont le talent ne supporte pas la comparaison avec les maîtres de l'école actuelle. Il expose Fuite en Égypte et Triomphe du Christ. La Bataille de Lépante d'Ernest Slingeneyer présente le défaut de superposer ses personnages, mais demeure une œuvre de génie et de patience. 
François-Joseph Navez, élève de Jacques-Louis David et continuateur de la peinture classique belge expose huit œuvres. Sa conception de coloriste est très personnelle, mais la conception de l'art possède en lui un digne apôtre. Son Assomption de la Vierge possède des couleurs éclatantes. Ses portraits sont d'un fini qui place l'artiste au premier rang des portraitistes du Salon. Les Jeunes filles à la fontaine sont d'un toucher libre et franc, tandis que La Joueuse d'orgue a un regard d'une fixité déplaisante. Jean-François Portaels, âgé de 28 ans, directeur de l'Académie royale des beaux-arts de Gand, expose quatre toiles Sécheresse en Judée est d'une facture presque classique. La couleur des différents groupes et le dessin surtout est d'une pureté admirable, mais une lourdeur extraordinaire pèse sur ces vêtements, sur ces chairs et dans ces plis. Le Simoun en Syrie est traité d'une manière tout à fait différente comme dessin et comme couleur, d'un style moins sévère, d'une grande simplicité émouvante, quant à Fatma la Bohémienne, elle attire et captive le spectateur en raison de son étude, son expression et ses détails. Jean-François Portaels a eu le courage de secouer les vieilles entraves classiques.
Jean-Baptiste Van Eycken expose dix œuvres qui permettent d'apprécier de manière complète l'étendue de son talent. Il possède une belle et puissante couleur. C'est la nature dans ses jours de fête, comme L'Abondance de l'année 1847. Le Christ portant sa croix est poétique, Le Dernier chant de sainte Cécile est moins exact au point de vue de la pensée, Les Vendanges en Italie offrent une chaude peinture à l'aspect brillant. La Rêverie diffuse trop de lumière sur des saillies et Geneviève de Brabant, petit tableau d'une couleur terreuse, n'aurait pas dû être exposé. La Dernière charge d'Attila de Joseph Coomans est une composition grandiose qui allie le respect des traditions sévères à l'absence de détails des conséquences concrètes.
À l'instar de l'Europe, la Belgique voit une augmentation du nombre des femmes artistes au XIXe siècle. Trente-deux femmes exposent au Salon de Bruxelles, dont : Fanny Geefs, Aline De Senezcourt, Frédérique Émilie Auguste O'Connell, Herminie Mutel, Amélie Champein et Adèle Kindt.
Romain Eugène Van Maldeghem expose huit œuvres, dont Une famille asiatique au harem témoigne d'une palette enrichie par l'Orient où il a séjourné. Cette charmante composition d'un précieux fini, quoique un peu émail, offre des couleurs vigoureuses, et des détails consciencieux. Son Assomption de la vierge, composition grâcieuse, manque pourtant quelque peu de gravité pieuse et d'expression délicate que réclame la peinture religieuse, selon Josse Cels. Pour sa part, Théodore Schaepkens a choisi un sujet difficile Saint Georges combattant pour la charité chrétienne contre l'esprit du mal qu'il a exprimé énergiquement nanti d'un esprit d'invention rare.
Depuis le début du XIXe siècle, le talent des peintres paysagistes, aussi bien que celui des peintres d'histoire et de genre, a toujours été croissant dans les diverses écoles d'Allemagne. Les quelques tableaux envoyés au Salon par Pierre-Louis Kühnen, Andreas Achenbach et Eduard Wilhelm Pose en témoignent.
D'autres peintres étrangers exposent au Salon : l'italien Cesare Dell'Acqua : Derniers moments de Machiavel et la française Rosa Bonheur au talent original qui participe pour la première fois au Salon de Bruxelles.

### Sculpture, gravure et dessin

#### Sculpture

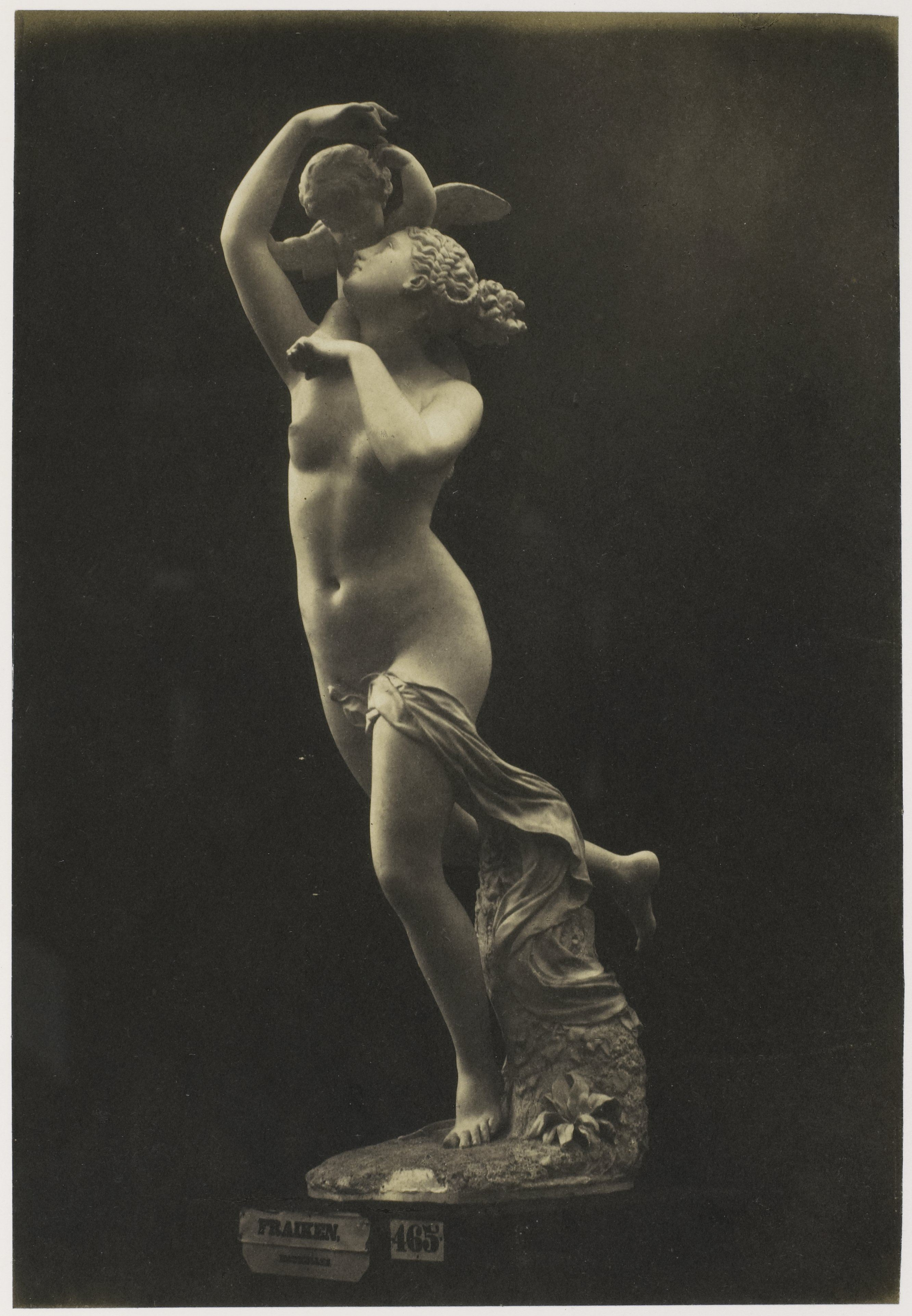
Psyché appelant l'Amour à son secours, version de 1851 du marbre de Charles-Auguste Fraikin exposée au Salon de 1848.

Selon Adolphe Siret, la statuaire tâtonne en Belgique. Il n'existe pas encore de parti pris entre l'imitation mythologique et le pastiche du gothique. Au Salon, Charles-Auguste Fraikin grâce à son talent plein de sève, rappelle quelque peu Canova, pour la perfection des détails : La Comédie, bas-relief, L'Amour captif, marbre commandé par le gouvernement, Psyché appelant l'amour à son secours et deux bustes en marbre. Le critique de La Revue des Flandres, Josse Cels, ne partage pas cette vision, estimant que Fraikin a exposé des créations trop libres et que les formes les plus grâcieuses et les contours les plus coulants ne sauraient racheter l'oubli des convenances. Joseph Jaquet, animé par son travail incessant présente trois œuvres importantes : L'Amour désarmé, la statue de Froissard et Première nuit d'exil. Joseph Ducaju et son groupe Les Derniers moments de Boduognat suscitent une vive sensation, de même que Le Messager d'amour et Le Partage de Joseph Geefs, hormis une certaine mignardise dans les têtes, se distinguent positivement. La statue en plâtre de Pierre Puyenbroeck manque de caractère, contrairement à son bas-relief La Femme adultère qui contient d'excellentes parties.

#### Gravure
Une rivalité remarquable s'est formée entre école de gravure de Bruxelles, représentée par Luigi Calamatta et ses élèves, et celle d'Anvers, représentée par Michel Verswyvel et Pierre Jean Baptiste Van Reeth. Les gravures des étrangers sont nombreuses au Salon : Achille-Louis Martinet et sa gravure d'après Rembrandt, Luigi Calamatta et son portrait de la reine d'Espagne, ou François Forster et sa gravure de la reine Victoria. Au sujet de la gravure belge, le critique Louis Van Roy écrit : « les planches de MM. Henry et William Brown sont taillées avec beaucoup de talent. Ils n'ont pas reculé devant les difficultés de tout genre que présente la reproduction de tableaux de Rubens et van Dyck. Ces travaux méritent d'être encouragés. […] M. Pannemaker a droit à de sincères éloges pour sa planche représentant La Flagellation, d'après Rubens. Cet habile graveur est à la tête d'une école qui a déjà produit des élèves distingués, et dont le Salon nous a permis d'apprécier les rapides progrès ».

#### Dessin
Au point de vue du dessin, l'architecte Charles Damas Vincent de Péruwelz présente un plan très distingué pour l'exécution d'un château destiné au comte de Flandre. Le style de l'œuvre est celui de la Renaissance. Ce plan est dressé avec beaucoup de soin et un grand fini.

## Résultats

### Médailles
Lors de la réunion de la commission des récompenses, les distinctions suivantes sont octroyées par le ministère de l'Intérieur et confirmées par un Arrêté royal du 24 septembre 1848 : 15 médailles d'or et 46 médailles de vermeil.

#### Médailles d'or

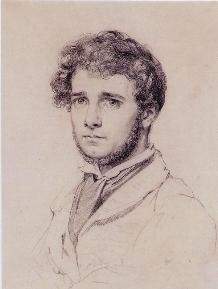
Auguste Dumont, médaille d'or.

Les quinze médailles d'or sont décernées aux artistes suivants : 
- Joseph Jonas Dumont (architecte à Bruxelles),
- Édouard Jean Conrad Hamman (peintre à Ostende),
- Jean-François Portaels (peintre à Gand),
- Edmond Tschaggeny (peintre à Bruxelles),
- Michel Verswyvel (graveur à Anvers),
- Auguste Dumont (sculpteur à Paris),
- Joseph Jaquet (sculpteur à Bruxelles),
- Alexandre Robert (peintre à Bruxelles),
- Joseph-Nicolas Robert-Fleury (peintre à Paris),
- Jean Robie (peintre à Bruxelles),
- Joseph Schubert (dessinateur à Bruxelles),
- Willem Roelofs (peintre à Bruxelles),
- Jean-Baptiste Kindermans (peintre à Bruxelles),
- Paul Lauters (dessinateur à Bruxelles) et
- Paul Bouré (sculpteur à Bruxelles)[19].

#### Médailles de vermeil
Les quarante-six médailles de vermeil sont décernées aux artistes suivants : 
- Charles Marcel Avril de Pignerolles, peintre à Paris ;
- Johannes Warnardus Bilders, peintre à Utrecht ;
- Auguste Böhm, peintre à Paris ;
- William Brown, graveur à Bruxelles ;
- Ludwig Brüls (d), peintre à Rome ;
- Alessandro Capalti, peintre à Rome ;
- Auguste Chauvin, peintre à Liège ;
- Pierre-Charles Comte, peintre à Paris ;
- Joseph Coomans, peintre à Bruxelles ;
- Louis Coulon, peintre à Bruxelles ;
- François Joseph Thomas De Backer, peintre à Anvers ;
- Léonard De Cuyper, sculpteur à Anvers ;
- Pierre-Joseph De Cuyper (d), sculpteur à Anvers ;
- François De Marneffe, peintre à Bruxelles ;
- Pierre-Paul de Pommayrac, peintre à Paris ;
- Pierre De Vigne-Quyo, sculpteur à Gand ;
- Adolphe-Alexandre Dillens, peintre à Anvers ;
- Joseph Ducaju, sculpteur à Anvers ;
- Daniel Ducommun du Locle, sculpteur à Paris ;
- Théodore Fourmois, peintre à Bruxelles ;
- Joseph Franck, élève de l'école de gravure de Bruxelles ;
- Godefroid Guffens, peintre à Anvers ;
- Henri Hendrickx, peintre à Bruxelles ;
- Constant Jehotte, médailleur à Liège ;
- Nicolas Julin, médailleur et ciseleur à Liège ;
- Joseph Lies, peintre à Anvers ;
- François Luckx, peintre à Bruxelles ;
- Célestin Marschouw, peintre à Anvers ;
- Johannes Cornelius Mertz (d), peintre à Amsterdam ;
- Pierre Justin Ouvrié, peintre à Paris ;
- Joseph Quinaux, peintre à Bruxelles ;
- François Roffiaen, peintre à Bruxelles ;
- Jan Michiel Ruyten, peintre à Anvers ;
- Henry Scheffer, peintre à Paris ;
- Louis Somers, peintre à Anvers ;
- Joseph Stevens, peintre à Bruxelles ;
- Jules Storms, peintre à Bruxelles ;
- Joseph Tavernier, peintre à Bruxelles ;
- Louis Tuerlinckx, peintre à Anvers ;
- Jean François Van den Kerckhove (d), sculpteur à Anvers ;
- Joseph Van Lerius, peintre à Anvers ;
- Pierre Van Linden, sculpteur à Paris ;
- Romain Eugène Van Maldeghem, peintre à Bruxelles ;
- Charles Van Meer, peintre à Bruxelles ;
- Émile Vernet-Lecomte, peintre à Paris ;
- Edouard Wallays, peintre à Bruges.

### Ordre de Léopold
En vertu de l'Arrêté royal du 24 septembre 1848, quatre artistes sont nommés chevaliers de l'ordre de Léopold : Charles-Auguste Fraikin, statuaire à Bruxelles, Andreas Achenbach, peintre de paysages et de marines à Düsseldorf, Lambert Mathieu, peintre et directeur de l'Académie de Louvain et Aloïs Hunin, peintre de genre à Malines.

### Encouragements
L'arrêté royal du 27 novembre 1848 accorde, sur proposition du jury des récompenses et des achats de l'exposition nationale des beaux-arts, à titre d'encouragement une somme de 5 000 francs à répartir entre vingt artistes, dont, afin de ménager leur pudeur, les noms n'ont pas été proclamés publiquement lors des fêtes de septembre, mais publiés deux mois plus tard au Moniteur belge.

### Achats
Alors que le règlement du Salon prévoit dans son article no 18 que le gouvernement puisse acquérir des « ouvrages, qui par leur mérite éminent, parussent digne de figurer au musée national, le gouvernement, dirigé depuis 1847 par Charles Rogier, ne procède à aucun achat,. Toutefois, le roi Léopold Ier acquiert plusieurs toiles, notamment L'Abondance de l'année 1847 de Jean-Baptiste Van Eycken.

### Catalogue
- Catalogue, Exposition nationale des Beaux-Arts : explication des ouvrages de peinture, sculpture, gravure, dessin et lithographie exposés au Salon de 1848, Bruxelles, J-B-J De Mortier, 1848, 120 p. (lire en ligne).